# 京都市立樫原小学校
京都市立樫原小学校（きょうとしりつ かたぎはらしょうがっこう）は、京都府京都市西京区にある公立小学校。

## 沿革
- 1969年 - 防球京都市立川岡小学校樫原分校として開校
- 1970年4月 - 開校
- 1971年5月 - 講堂竣工
- 1971年12月 - 校章制定
- 1972年3月 - 校舎を増築
- 1973年7月 - プール竣工
- 1976年4月 - 増築校舎の竣工式を挙行
- 1977年4月 - 増築校舎の竣工式を挙行
- 1979年8月 - 小鳥小屋竣工
- 2006年9月 - 2学期制を導入

## 主な進学先
- 京都市立樫原中学校

## 交通アクセス
- 阪急京都本線・阪急嵐山線 桂駅下車

## 通学区域が隣接している学校
- 京都市立川岡小学校
- 京都市立桂小学校
- 京都市立松陽小学校
- 京都市立大枝小学校
- 京都市立新林小学校
- 向日市立第2向陽小学校
- 向日市立第4向陽小学校